# Baxter (Iowa)
Baxter és una població dels Estats Units a l'estat d'Iowa. Segons el cens del 2000 tenia 1.052 habitants.

## Demografia
Segons el cens del 2000, Baxter tenia 1.052 habitants, 438 habitatges, i 288 famílies. La densitat de població era de 624,9 habitants per km².
Dels 438 habitatges en un 33,3% hi vivien nens de menys de 18 anys, en un 51,4% hi vivien parelles casades, en un 11,4% dones solteres, i en un 34,2% no eren unitats familiars. En el 29,2% dels habitatges hi vivien persones soles el 15,3% de les quals corresponia a persones de 65 anys o més que vivien soles. El nombre mitjà de persones vivint en cada habitatge era de 2,31 i el nombre mitjà de persones que vivien en cada família era de 2,84.
Per edats la població es repartia de la següent manera: un 25,1% tenia menys de 18 anys, un 8% entre 18 i 24, un 27,6% entre 25 i 44, un 20,4% de 45 a 60 i un 18,9% 65 anys o més.
L'edat mediana era de 38 anys. Per cada 100 dones de 18 o més anys hi havia 82,4 homes.
La renda mediana per habitatge era de 36.912 $ i la renda mediana per família de 42.411 $. Els homes tenien una renda mediana de 31.150 $ mentre que les dones 23.274 $. La renda per capita de la població era de 17.749 $. Entorn del 6,3% de les famílies i el 8,9% de la població estaven per davall del llindar de pobresa.

## Poblacions més properes
El següent diagrama mostra les poblacions més properes.